# Röd lergök
Röd lergök (Psolus phantapus) är en sjögurkeart som först beskrevs av Strussenfelt 1765.  Röd lergök ingår i släktet Psolus och familjen lergökar. Arten är reproducerande i Sverige. Inga underarter finns listade i Catalogue of Life.